# مزرعه مک گراو
مزرعه مک گراو (به انگلیسی: McGraw Ranch) یک مزرعه در ایالات متحده آمریکا است که در شهرستان لاریمر واقع شده‌است.